# Sint-Joriskerk (Halle)
De protestantse Sint-Joriskerk (Duits: St. Georgen) staat aan de zuidwestelijke rand van het stadscentrum van Halle (Saksen-Anhalt) buiten de voormalige stadsmuren, in het gebied dat vroeger de naam Glaucha (Sorbisch voor moerassige vlakte) droeg.

## Omschrijving
De Sint-Joriskerk heeft de vorm van een Grieks kruis. De eenvoudige vierkante toren gaat ter hoogte van de nok van het kerkdak over in een achthoekige vorm en wordt met een barokke bekroning afgesloten. De kerk heeft met de galerijen een capaciteit van 3000 zitplaatsen, de meeste van alle kerken in Halle.   

## Geschiedenis
Het kerkgebouw werd in het jaar 1121 voor het eerst gedocumenteerd en behoorde vanaf 1231 tot 1557 tot een opgeheven Cisterciëzer vrouwenklooster. Hier werkte in 1522 Thomas Müntzer, theoloog en later leider van de Boerenopstanden, als kapelaan. Ook werkte de theoloog August Hermann Francke van 1692-1715 hier als predikant.  
In 1740 brandde de oude Sint-Joriskerk volledig af. Op de plaats werd van 1740-1744 het huidige godshuis opgericht.
Van het oorspronkelijke interieur bleef slechts het altaar bewaard. Tijdens een kort voor het einde van de oorlog uitgevoerd bombardement op Halle, op 6 april 1945, sloeg een bom bij de kerk in. De gevolgen hiervan waren sterke scheuren in het muurwerk, verwoestte vensters en deuren en afgerukte daken van het kerkschip en toren. Op 16 april leed het godshuis opnieuw schade door artilleriebeschietingen.    
Na de oorlog werd het gebouw slechts voor het noodzakelijke gerepareerd en in 1948 opnieuw in gebruik genomen.

## De Joriskerk in de DDR-periode
In het begin van de jaren 1980 was de kerk in toenemende mate een sta-in-de-weg voor de socialistische stadsplanning. Bewaarde stukken tonen over het kerkelijk terrein pal naast het kerkgebouw een geplande snelweg. Op 10 januari 1985 werd er brand gesticht, maar de schade beperkte zich tot een van de galerijen. In de herfst van hetzelfde jaar werd besloten de kerk op te blazen. De voorbereidingen werden in gang gezet, maar de autoriteiten namen niet de moeite om de kerkelijke gemeente ervan in kennis te stellen. De vernietiging kon in de spreekwoordelijke laatste minuten voor de uitvoering van het besluit worden voorkomen. In 1989 werd de pastorie van de Joriskerk een centrum van kerkelijk verzet tegen het DDR-Regime.   